# Хајланд Медоус (Њу Мексико)
Хајланд Медоус (енгл. Highland Meadows) насељено је место без административног статуса у америчкој савезној држави Њу Мексико.

## Демографија
По попису из 2010. године број становника је 624.
| Група             | 2000.    | 2010.       |
| Белци             | 0 (0,0%) | 203 (32,5%) |
| Афроамериканци    | 0 (0,0%) | 15 (2,4%)   |
| Азијати           | 0 (0,0%) | 4 (0,6%)    |
| Хиспаноамериканци | 0 (0,0%) | 314 (50,3%) |
| Укупно            | 0        | 624         |